# Tex Schramm
Texas Earnest Schramm Jr., detto Tex (San Gabriel, 2 giugno 1920 – 15 luglio 2003), è stato un dirigente sportivo statunitense, primo presidente e general manager dei Dallas Cowboys della National Football League (NFL).

## Carriera
Prima di unirsi ai Cowboys, Schramm fu parte dei Los Angeles Rams dal 1947 al 1956. Durante questo periodo assunse Pete Rozelle come direttore delle pubbliche relazioni di Rams; Rozelle in seguito divenne uno dei più importanti commissioner della storia della NFL. Rimasero stretti amici anche dopo che Rozelle divenne commissioner della lega e Schramm general manager dei Cowboys (conservando entrambi quei ruoli per 29 anni).
Sul finire del 1959, divenne evidente l'intento della NFL di espandersi a Dallas: Schramm confidò ai suoi amici nel mondo del football di essere interessato a gestire la squadra. Il proprietario dei Chicago Bears George Halas presentò Schramm a Clint Murchison Jr., che aveva tentato di portare la NFL a Dallas diverse volte in passato. Murchison assunse Schramm come general manager della potenziale franchigia di Dallas, la quale divenne realtà il 28 gennaio 1960.
Nel 1960, Schramm assunse come capo-allenatore Tom Landry e come capo degli osservatori Gil Brandt. Dalla metà degli anni sessanta, i tre iniziarono a costruire una squadra che sarebbe presto entrata nell'élite della lega. I Cowboys ebbero 20 stagioni consecutive con più vittorie che sconfitte, diventando una delle squadre più vincenti degli anni settanta. Raggiunsero cinque volte il Super Bowl in quel decennio, vincendo i Super Bowl VI e XII e perdendo i Super Bowl V, X e XIII per un totale di soli 11 punti. Grazie ai loro successi, i Cowboys si guadagnarono il soprannome di "America's Team".
Schramm divenne noto come uno dei general manager più potenti della NFL. I proprietari dei Cowboys durante la sua permanenza, Murchison (1960–84) e H.R. "Bum" Bright (1984–1988), lasciarono la maggior parte delle operazioni di routine nelle sue mani. Schramm detenne i diritti di voto per i Cowbous negli incontri nella lega, un diritto normalmente riservato ai proprietari delle squadre.
Nel 1966, Schramm si incontrò segretamente col fondatore della American Football League (AFL) Lamar Hunt per dare inizio ai negoziati per fondere le due leghe  nel 1970, che diede anche nascita al primo Super Bowl nel 1967.

## Innovazioni
Schramm fu anche noto per le innovazioni che introdusse nella NFL. Queste inclusero l'instant replay, l'uso di computer nelle attività degli osservatori, le linee di diverso colore nelle 20 e nelle yard del campo, il cronometro di 30 secondi prima delle giocatore, l'allargamento delle linee laterali, gli indicatori della direzione del vento, il microfono degli arbitri e le cheerleader dei Dallas Cowboys. Mentre era nel comitato per le regolare del gioco, supervisionò l'introduzione dei tempi supplementari nella stagione regolare, introdusse il tempo ufficiale nel tabellone segnapunti, spostò il goal post da davanti a dietro la end zone e aggiunse regole per la protezioni dei quarterback. Il desiderio di Schramm per una scouting combine omnicomprensiva portò alla nascita dell'annuale NFL Scouting Combine a Indianapolis.
Don Shula disse di Schramm: "Credo davvero che abbia a che fare col successo del football professionistico più di chiunque altro sia mai stato collegato a questa lega".